# 9. Thermidor
Am Sonntag, dem 27. Juli 1794, nach dem Revolutionskalender der 9. Thermidor des Jahres II, endete mit dem Sturz Robespierres die Zeit der sogenannten „Terrorherrschaft“ (französisch Terreur) in Frankreich, der zu diesem Zeitpunkt bereits 30.000 bis 40.000 Menschen aller Stände zum Opfer gefallen waren. Der 9. Thermidor markiert damit in der allgemeinen Drei-Phasen-Aufteilung der Französischen Revolution den Schlusspunkt der zweiten, der radikalen Revolution (1792–1794).

## Vorgeschichte
Spätestens mit dem Gesetz über die Verdächtigen hatte am 17. September 1793 die Französische Revolution einen Punkt erreicht, an dem sie – wie Danton betonte – begann, ihre eigenen Kinder zu fressen. Die Guillotine, die „Sense der Gleichheit“, wurde zum Inbegriff der Schreckensherrschaft. Die Macht im Staat lag bei zwei Ausschüssen des Nationalkonvents, dem Wohlfahrtsausschuss und dem Sicherheitsausschuss. Maximilien de Robespierre, seit dem Juli 1793 an der Spitze des von Danton geschaffenen Wohlfahrtsausschusses, dirigierte den „kontrollierten“ Terror der Revolutionsregierung, wie Jean-Paul Marat zuvor den unkontrollierten. „Ohne die Tugend“, so Robespierre, „ist der Terror verhängnisvoll, ohne den Terror ist die Tugend machtlos.“
Die Bergpartei (Montagnards) hatte sich inzwischen in die Ultras rund um den Journalisten Jacques-René Hébert und die Indulgenten (Nachsichtigen) um Danton aufgespaltet. Im Frühjahr des Jahres 1794 bestiegen zunächst die Hébertisten (24. März 1794) und wenig später auch die Dantonisten (5. April 1794) die Stufen der Guillotine. Camille Desmoulins schrieb im Zuge seiner Verhaftung: „Wir dürfen ruhig das Zeugnis mit uns nehmen, dass wir als letzte Republikaner untergehen.“
Mit diesem überwiegend dem Erhalt der eigenen Macht geschuldeten Vorgehen isolierte sich die Gruppe um Robespierre nun auch innerhalb der Bergpartei. Nach der Hinrichtung aller als innere Feinde der Republik deklarierten Rivalen und dem Sieg der Franzosen über Österreich in der Schlacht bei Fleurus im Juni 1794 ließ sich der Terror nicht mehr rechtfertigen. Der Wohlfahrtsausschuss war zerstritten, während die Bevölkerung des Terrors müde wurde und den im Mai von Robespierre eingeführten Kult des höchsten Wesens ablehnte. Vorwürfe wurden laut, dass Robespierre sich selbst als jenes höchste Vernunftwesen ansehe und nach der Diktatur strebe. Schwärmerische Kultgruppen wie die der Catherine Théot oder der Suzette Labrousse hatten Robespierre bereits zum Messias verklärt; diese Vorfälle wurden durch Marc Guillaume Alexis Vadier aufgegriffen und publik gemacht.
Am Samstag, dem 26. Juli, sah Robespierre sich zur Verteidigung gezwungen. Er hielt eine zweistündige Rede vor dem Nationalkonvent (Convention) und wiederholte sie am gleichen Tag im Jakobinerclub. Er sprach von Verleumdern und Verschwörung, verteidigte die gescholtene Unschuld und Tugend und rechtfertigte nicht nur sein Vorgehen, sondern war außerdem bestrebt, seine Gegner durch versteckte Drohungen einzuschüchtern.

## Der Thermidoraufstand

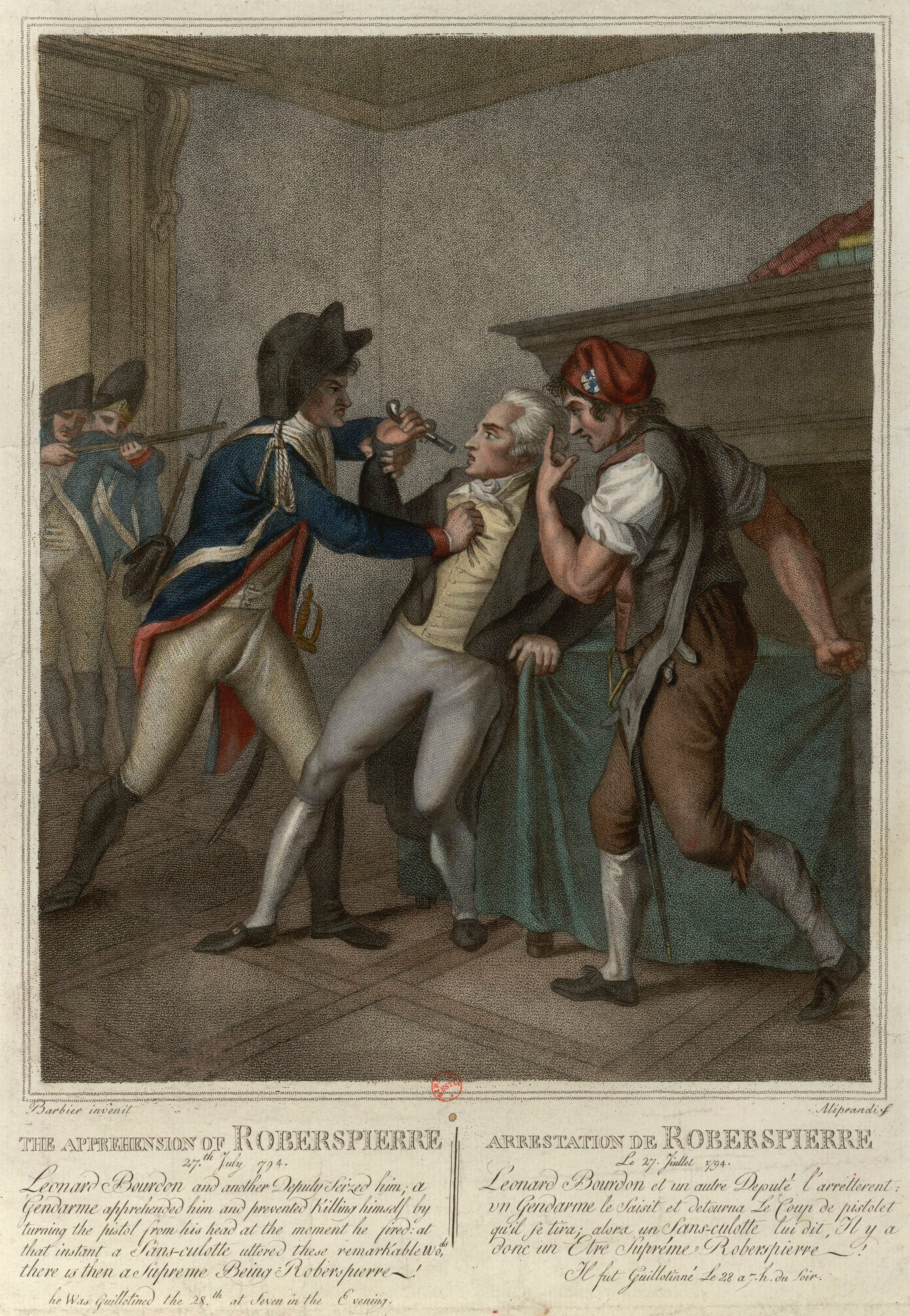
Die Verhaftung Robespierres am 9. Thermidor

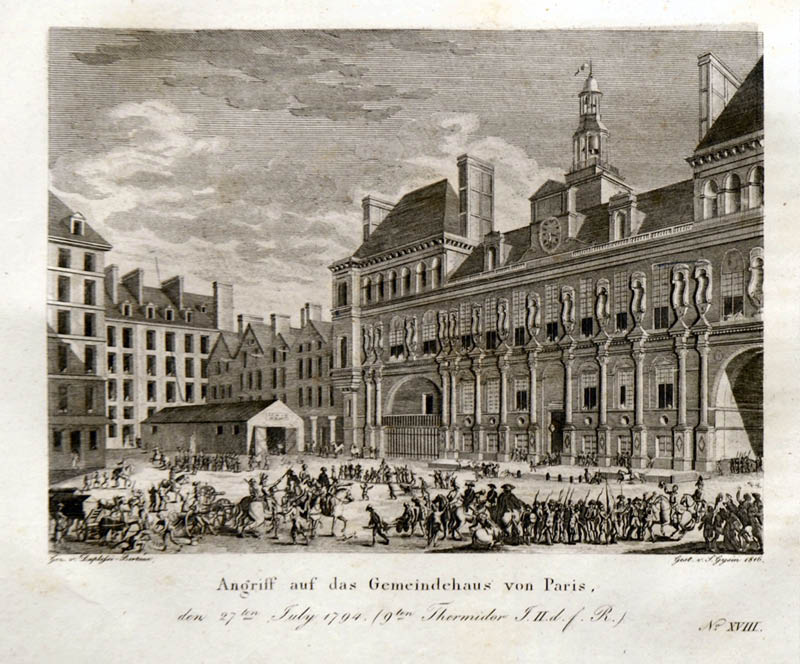
Der Angriff der Nationalgarde nachts auf das Pariser Rathaus; Stich von Gysin nach Duplessis-Bertaux

Ebendiese nicht geringe Anzahl von Gegnern sah sich hieraufhin zum Handeln gezwungen. In der Nacht vom 8. auf den 9. Thermidor einigte man sich darauf, Robespierre bei der nächsten Sitzung nicht zu Wort kommen zu lassen.
Während der Verlesung eines Berichtes des Wohlfahrtsausschusses wurde Saint-Just, Anhänger und enger Freund des Unbestechlichen, wie Robespierre genannt wurde, von Tallien unterbrochen, der Robespierre mit scharfen Worten der Tyrannei bezichtigte. Billaud-Varenne griff die Vorwürfe auf. Rufe wurden laut: „Nieder mit dem Tyrannen! Verhaftet ihn!“ Robespierre verlangte erfolglos das Wort und appellierte an die Deputierten der Rechten: „Abgeordnete der Rechten, Männer der Ehre, Männer der Tugend, gebt mir das Recht, das die Verleumder mir nicht zubilligen wollen!“ – vergeblich. Noch im Sitzungssaal des Konvents wurden er und seine Gesinnungsgenossen (darunter sein jüngerer Bruder Augustin, Saint-Just, Couthon u. a.) verhaftet. François Hanriot, dem Oberbefehlshaber der Nationalgarde, und anderen Anhängern Robespierres gelang jedoch alsbald die Befreiung der Gefangenen, die zum Rathaus geführt wurden.
Von Seiten des Wohlfahrtsausschusses wie auch von Seiten des Nationalkonvents wurden die Pariser Sektionen zu den Waffen gerufen. Sollte sich die Stadtbevölkerung in zwei feindliche Lager, für und gegen Robespierre und den Wohlfahrtsausschuss, spalten, drohten blutige Straßenschlachten, vielleicht Bürgerkrieg. Doch dem Aufruf wurde nur zögernd nachgekommen. Im Auftrag des Nationalkonvents griff schließlich der Abgeordnete Barras mit den Pariser Truppen, die vereint gegen Robespierre zogen (Thermidorianer), das Rathaus an. Eine Kugel, unklar ob in selbstmörderischer oder mörderischer Absicht abgefeuert, zerschmetterte Robespierres Unterkiefer, sowohl Couthon als auch Augustin Robespierre zogen sich bei einem Sturz aus dem Fenster schwere Verletzungen zu. Mit dem Morgen beruhigte sich die angespannte Lage.

## Der 10. Thermidor
Bereits am darauffolgenden Tag, dem 28. Juli 1794, wurden Robespierre und 21 seiner engsten Gefolgsleute ohne Verurteilung guillotiniert.
Der Schriftsteller Louis-Sébastien Mercier, der nach dem 9. Thermidor aus einer mehrmonatigen Gefängnisstrafe entlassen wurde, schilderte eindrucksvoll die Hinrichtung:

„Die Dächer sind schwarz von Menschen und von einer bunten Zuschauermenge aus allen Schichten besetzt, die nur ein Ziel hat: zu sehen, wie Robespierre zum Tode geführt wird. Statt auf dem Thron des Diktators zu sitzen, liegt er halb in einem Karren, in dem auch seine Komplizen Couthon und Hanriot sind. […] Auf dem Schafott riss ihm der Henker, gleichsam angesteckt vom allgemeinen Hass, den Verband von seiner Wunde; er schrie wie ein Tiger: Der Unterkiefer fiel herunter, wobei ein Blutschwall herausschoss, und aus diesem menschlichen Antlitz wurde eine Monstervisage, die schrecklichste, die man sich ausmalen kann. Seine beiden Gefährten sahen in ihrer zerrissenen, blutigen Kleidung genauso scheußlich aus […]. Obwohl er tödlich verwundet war, verlangte die öffentliche Rache für ihn noch ein zweites Sterben und die Leute eilten in Scharen herbei, um nicht den Augenblick zu verpassen, in dem sich dieser Kopf unter das Messer beugen würde, unter das er so viele andere gestoßen hatte. Man klatschte mehr als 15 Minuten Beifall.“

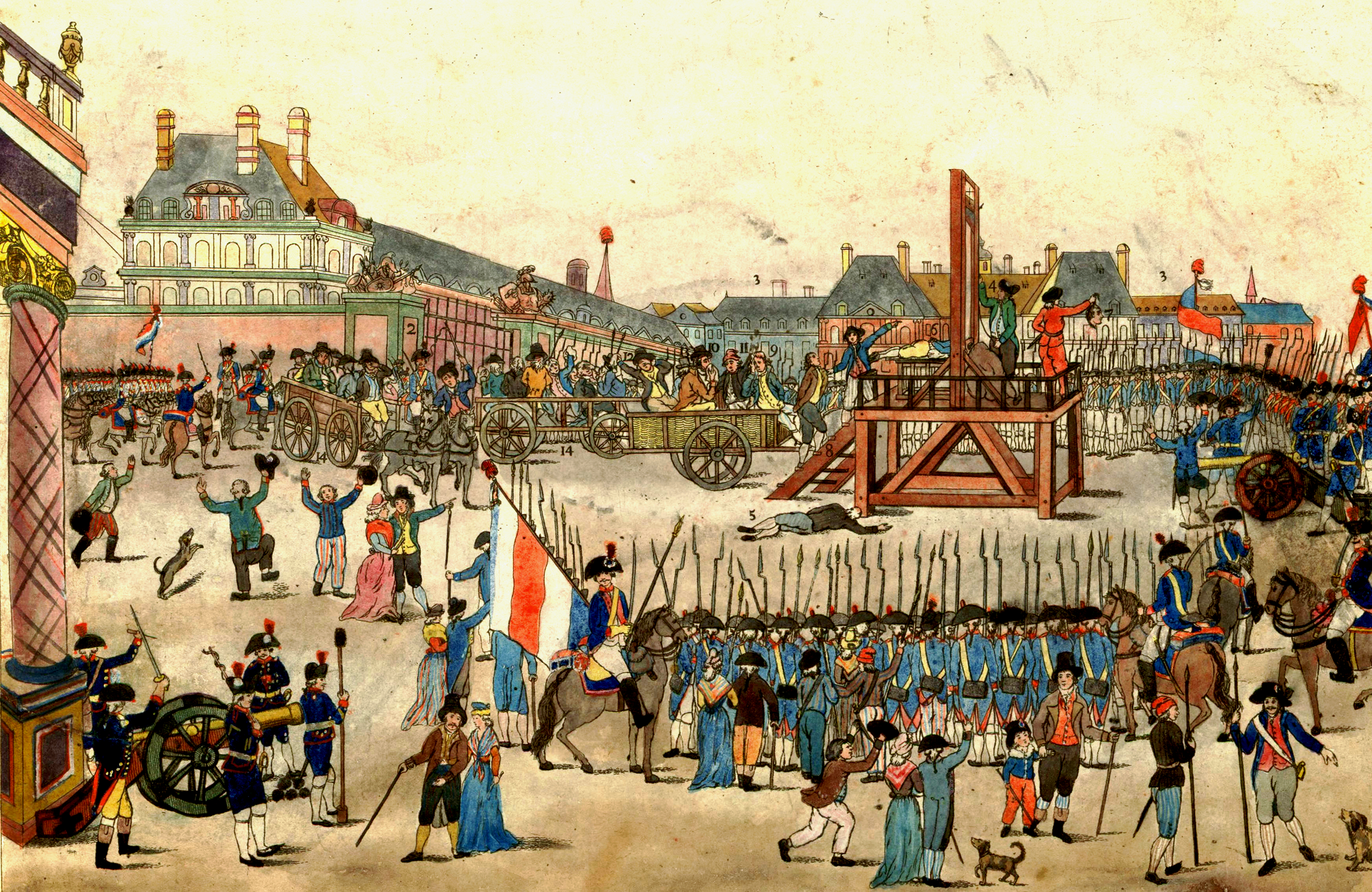
Die Hinrichtung Robespierres und seiner Gefolgsleute am 28. Juli 1794

Zusammen mit Robespierre wurden am 28. Juli 1794 folgende Personen hingerichtet:
- Adrien Nicolas Gobeau, Ankläger
- Antoine Gency
- Antoine Simon, Wärter des französischen Kronprinzen Ludwig XVII.
- Augustin Robespierre, Bruder Maximiliens
- Charles-Jacques Bougon
- Christophe Cochefer
- Claude-François de Payan
- Denis-Étienne Laurent, Offizier
- Étienne-Nicolas Guérin
- François Hanriot, ehemaliger Kommandeur der Pariser Nationalgarde
- Jean-Baptiste de Lavalette, ehemaliger Général de brigade
- Jean-Barnabé Dhazard
- Jean-Baptiste Fleuriot-Lescot, Bürgermeister von Paris
- Jean-Claude Bernard
- Jean-Etienne Forestier
- Jean-Marie Quenet
- Jacques-Louis Frédéric Wouarmé
- Georges Couthon
- Louis Antoine de Saint-Just
- Nicolas Joseph Vivier, Richter des Revolutionstribunals
- René-François Dumas, ehemaliger Präsident des Revolutionstribunals

## Folgen
Nach dem Tode Robespierres und seiner Anhänger bildete sich in Frankreich die Herrschaft des Direktoriums heraus, dessen Verfassung von 1795 durch ein ausgeklügeltes System von legislativen und exekutiven Institutionen die Herrschaft des Großbürgertums sichern und die öffentliche Ordnung wiederherstellen sollte.  Militärische Niederlagen und die innere Schwäche des Direktoriums führten schließlich zu Napoleons Staatsstreich des 18. Brumaire VIII am 9. November 1799.